# Битва на Шиленьзі
Битва на Шиленьзі — бій, частина московсько-новгородської війни 1471 року. Битва сталася 27 липня 1471 року над річкою Шиленьга (середня течія Північної Двіни) на території сучасної Архангельської області. Військо Великого Московського князівства здобуло перемогу над втричі чисельнішим військом Новгородської республіки.
Протягом XV сторіччя московські війська кілька разів вдерлися в новгородське Заволоччя (Двінська земля). До 1462 році Вазька область була вже московською. Після поразки Новгородської республіки в Шелонській битві 14 липня 1471 року на чолі з сином Марфи Посадниці (Борецької) Дмитром Борецьким, вони в цьому ж році зазнали поразки у битві на Шиленьзі.
Після закінчення московсько-новгородської війни 1471 року було укладено Коростинський мир між Великим московським князем Іваном III і Новгородською республікою. До Великого Московського князівства відійшли двінські землі до гирла річки: Ємецьк, Мєхреньга, Ваймуга, Колмогори, Подрядін погост, Чухчерема, Велика Кур'я, Кехта, Соломбала й інші.
Інша частина Двінської землі стала московською лише після анексії Московією Новгородської республіки у 1478 році.